# 학동항 (거제시)
학동항은 경상남도 거제시 동부면 학동리에 있는 어항이다. 2003년 2월 3일 어촌정주어항으로 지정하여 관리하고 있다. 시설관리자는 거제시장이다.

## 어항 연혁
- 거제도(巨濟島)의 동남쪽 대한해협을 끼고 지형이 학동만의양쪽산 줄기가 학이 날아가는 형상이며 따뜻하고 소나무가 울창한 곳으로 가을철마다 학이 찾아오니 학골또는 학동이라 하였다.

## 어항 구역
- 수역: 미지정(거제시 동부면 학동리 303-1번지 수역)
- 육역: 미지정

## 어항 시설
- 선착장

## 주요 어종
- 숭어, 멸치, 전복, 해삼, 멍게